# ساشا قروس
ساشا قروس (بالإنجليزية: Sacha Gros)‏ هو متزحلق جبال الألب أمريكي، ولد في 27 نوفمبر 1974.

## وصلات خارجية
- ساشا قروس على موقع الاتحاد الدولي للتزلج (التزلج على المنحدرات الثلجية) (الإنجليزية)
- ساشا قروس على موقع أوليمبيديا (الإنجليزية)